# Passiflora ciliata
Passiflora ciliata là một loài thực vật có hoa trong họ Lạc tiên. Loài này được Aiton mô tả khoa học đầu tiên năm 1789.